# Mohammed Sahil
Pour les articles homonymes, voir Sahil.
Mohammed Sahil (en arabe : محمد سهيل), né le 11 octobre 1963 au Maroc, est un joueur de football international marocain qui évoluait au poste de milieu de terrain et d'attaquant, désormais reconverti entraîneur. Il est l'un des joueurs à avoir joué pour les deux rivaux, le Raja Club Athletic et le Wydad Athletic Club.

## Biographie

### Carrière en club
Mohammed Sahil dispute 30 matchs en Division 2 française avec le club de Louhans-Cuiseaux, inscrivant un but.

### Carrière en sélection
Avec l'équipe du Maroc, il figure dans le groupe des sélectionnés lors de la Coupe du monde de 1986. Lors du mondial organisé au Mexique, il ne joue aucun match.
Il participe également à la Coupe d'Afrique des nations de 1986. Au cours de cette compétition, il inscrit un but contre la Côte d'Ivoire, lors du match pour la troisième place.
| Caps | Date       | Match                 | Score | Compétition         | But |
| 1    | 04/08/1985 | Maroc - Somalie       | 3 - 0 | Coupe Arabes        | --  |
| 2    | 20/03/1986 | Maroc - Côte d'Ivoire | 2 - 3 | Classement CAN 1986 | 1   |
| ---- | ---------- | --------------------- | ----- | ------------------- | --- |

### Carrière d'entraîneur
Après avoir raccroché les crampons, il entraîne plusieurs clubs au Liban, au Qatar et au Maroc.